# Aspidoscelis laredoensis
Aspidoscelis laredoensis es una especie de lagarto del género Aspidoscelis, familia Teiidae, orden Squamata. Su masa corporal es de aproximadamente 18,67 g y su longitud hocico-respiradero es de 67,9 mm con un rango de 58-89 mm.

## Distribución
Se distribuye por América del Norte: Estados Unidos (Texas) y México (norte de Tamaulipas).

## Taxonomía
Fue descrita por Mckinney, Kay & Anderson en 1973.
Tratamiento taxonómico
La especie aparece registrada y publicada en A new all-female species of the genus Cnemidophorus. Herpetologica 29: 361-366.